# Evelyn Matthei
Pour les articles homonymes, voir Matthei.
Evelyn Rose Matthei Fornet, née le 11 novembre 1953, est une femme politique chilienne.
Sénatrice de 1998 à 2011, elle est ministre du Travail et de la Sécurité sociale sous la présidence de Sebastián Piñera. Elle quitte ses fonctions ministérielles après avoir été désignée candidate de la Coalition pour le changement (RN-UDI) à l'élection présidentielle de 2013, qu’elle perd au second tour face à l’ancienne présidente Michelle Bachelet.

## Biographie
Evelyn Matthei est la fille du général Fernando Matthei, membre de la junte militaire dirigée par Augusto Pinochet. Elle a une formation d'économiste,.
Elle commence sa carrière politique au sein du parti Rénovation nationale (RN). Lors du référendum de 1988, elle appelle à voter oui, se prononçant donc pour le maintien au pouvoir d'Augusto Pinochet. Élue députée en 1990, elle quitte RN deux ans plus tard, à la suite d'un conflit avec Sebastián Piñera, et rejoint l'Union démocrate indépendante (UDI). Elle siège à la Chambre jusqu'en 1998, date de son élection au Sénat.
À partir de janvier 2011, après un remaniement opéré par Sebastián Piñera, élu président de la République l'année précédente, elle occupe la fonction de ministre du Travail et de la Sécurité sociale,.
À la suite du désistement de Pablo Longueira (es), Evelyn Matthei est désignée candidate à l'élection présidentielle de 2013 par la Coalition pour le changement, qui regroupe RN et l'UDI. Elle est la première femme désignée candidate des partis chiliens de droite à l'élection présidentielle. Le 17 novembre, elle obtient 25 % à l'issue du premier tour et se qualifie pour le second, où elle affronte le 15 décembre l’ancienne présidente socialiste Michelle Bachelet (46,7 %). Celle-ci est élue par 62,7 % des voix, contre 37,3 % à Evelyn Matthei.
En octobre 2016, elle est élue maire de Providencia avec 53,22 % des voix et entre en fonction le 6 décembre suivant. Elle est réélue en mai 2021 avec 54,86 % des voix et ne se représente pas en 2024.